# جان سنونو
جان سنونو (انگلیسی: John H. Sununu؛ زادهٔ ۲ ژوئیهٔ ۱۹۳۹) یک سیاست‌مدار آمریکایی است. او به عنوان ۷۵مین فرماندار نیوهمپشایر (۱۹۸۳–۱۹۸۹) و بعدتر به عنوان رئیس کارکنان کاخ سفید در دوره رئیس‌جمهور ایالات متحده آمریکا جرج هربرت واکر بوش فعالیت کرده است. او پدر جان ئی. سونونو، سناتور سابق از نیوهمپشر، و کریستوفر سنونو نامزد فرمانداری نیوهمپشر در انتخابات سال ۲۰۱۶ است. او از ۲۰۰۹ تا ۲۰۱۱ رئیس هیئت مدیره حزب جمهوریخواه نیوهمپشر بوده است.

## اوان زندگی
سنونو در هاوانا، کوبا، زاده شد و فرزند ویکتوریا و جان صالح سنونو، که توزیع کننده جهانی فیلم بود، بود. خانواده پدر او در آغاز سده بیستم از خاورمیانه به آمریکا آمده بودند. نیاکان پدری او لبنانی جامعه ارتدکس در اورشلیم بودند. مادر او مسیحی ارتدکس یونانی بود و خانواده اش در آغاز قرن در آمریکای مرکزی سکنی گزیده بودند. او در اواخر دهه ۱۹۴۰ در کودکی از بیروت بازدید کرد.
او مدرک لیسانس، فوق لیسانس و پی‌اچ‌دی را از مؤسسه فناوری ماساچوست، در رشته مهندسی مکانیک دریافت کرد.
او از ۱۹۶۶ تا ۱۹۶۸ استاد مهندسی مکانیک در دانشگاه تافتس بود و در آنجا به معاونت کالج مهندسی دانشگاه رسید. او از ۱۹۸۴ تا ۱۹۸۹ عضو شورای مشاوران برنامه فناوری و سیاست ام آی تی بود.